# Crestònia

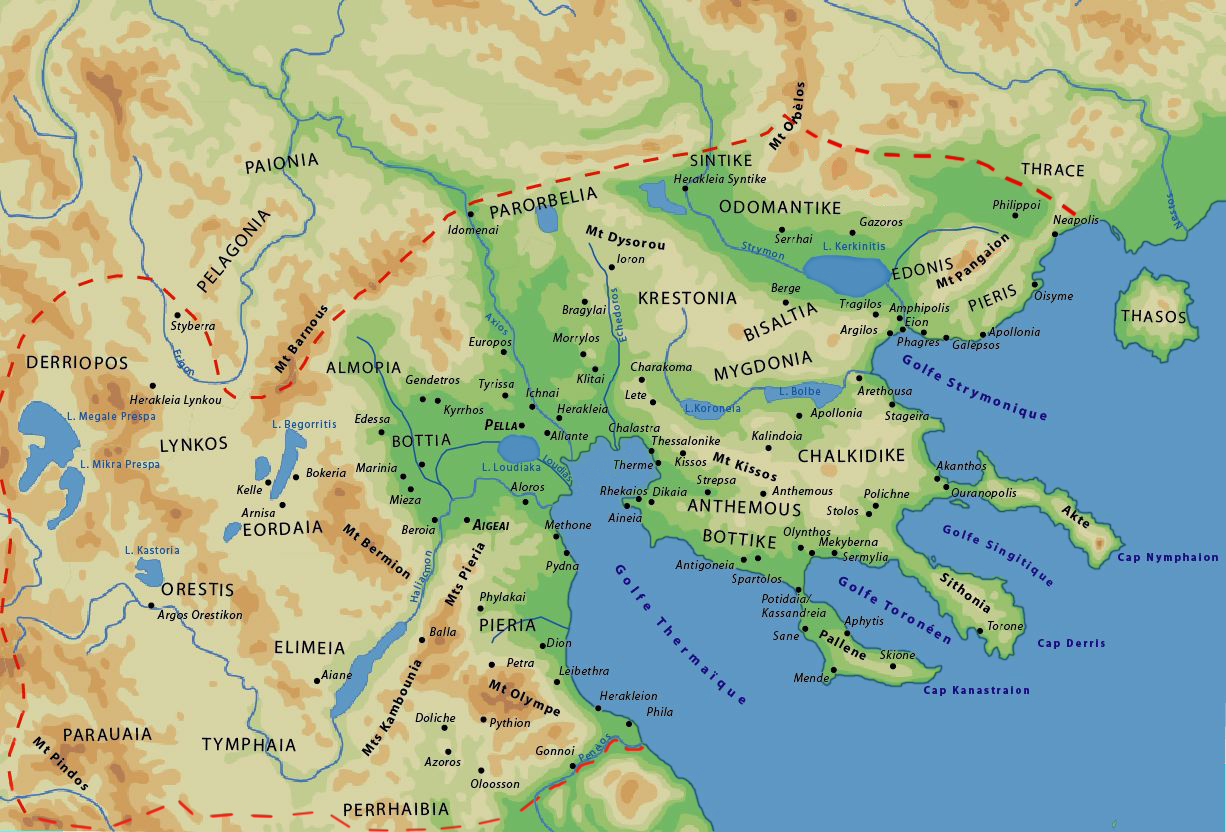
Crestònia

Crestònia  —Κρηστωνία en grec antic, Crestonia en llatí— era un districte de Macedònia que limitava amb Migdònia pel nord. Estava situada entre els rius Àxios i Estrímon. El riu Gal·likós, que fluïa per Migdònia, tenia les seves fonts a Crestònia, segons diu Heròdot.
Estava ocupada principalment pels pelasgs, que parlaven una llengua diferent a la dels seus veïns. Tucídides l'anomena Grestònia (Γρηστωνία) i diu que allà hi havia la ciutat de Creston o Crestone (Κρήστων, Κρηστώνη), un lloc situat a setze mil passes de Tessalònica, a la via romana que anava cap a Estobi, segons diu la Taula de Peutinger. Hi havia una altra ciutat important anomenada Gallicum (Gallion, avui Kilkitj) propera també a Tessalònica.